# Markus Dohle

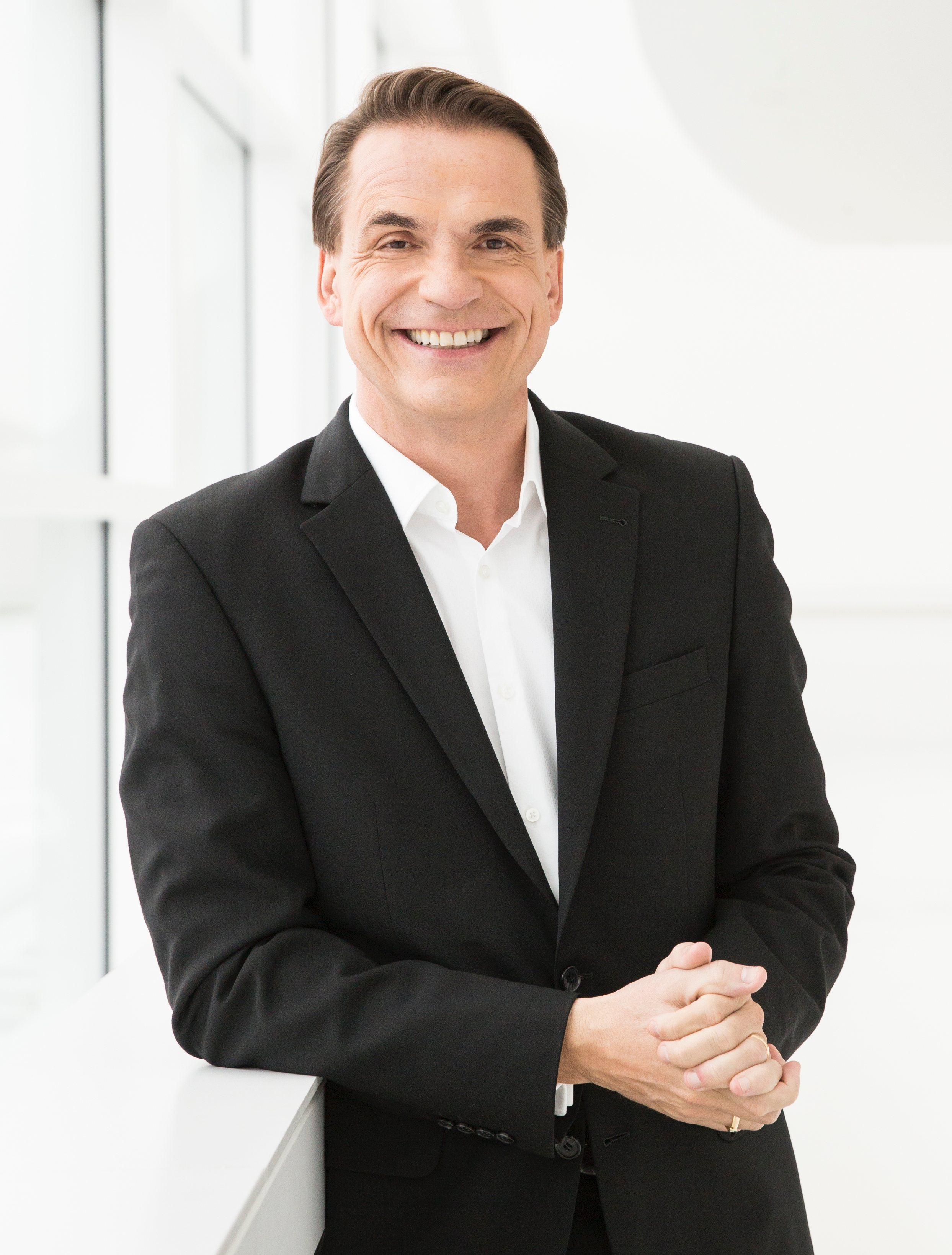
Markus Dohle (2017)

Markus Dohle (* 28. Juni 1968 in Arnsberg) ist ein deutscher Medienmanager. Er war zwischen 2008 und 2022 Vorstandsmitglied der Bertelsmann SE & Co. KGaA und Chief Executive Officer der Verlagsgruppe Penguin Random House.

## Karriere
Dohle studierte Wirtschaftsingenieurwesen an der Universität Karlsruhe (TH) und schloss dieses Studium als Diplom-Wirtschaftsingenieur ab. Direkt nach seinem Studium (1994) stieg er als Assistent der Geschäftsführung bei der Arvato-Tochter Vereinigte Verlagsauslieferung (VVA) ein und wurde ein Jahr später zum Bereichsleiter selbiger ernannt. 
Im Jahr 1998 wurde Dohle Produktlinienleiter der VVA und wechselte zugleich in die Geschäftsleitung der Bertelsmann Medien Service GmbH. Zwei Jahre darauf wurde er zum Geschäftsführer der Medienvertrieb und Logistik GmbH (MvL) berufen. Im Zuge des Wechsels von Edwin Eichler zum Vorstand der ThyssenKrupp AG, übernahm Dohle zum 1. Oktober 2002 den Vorsitz der Geschäftsführung der Mohn Media-Gruppe.
Im Januar 2006 wurde Dohle zusätzlich Mitglied des Vorstandes der arvato AG und zeichnete seither für den Unternehmensbereich arvato print und dessen Druckaktivitäten in Deutschland sowie Westeuropa verantwortlich.
Dohle übernahm zum 1. Juni 2008 den weltweiten Unternehmensvorsitz von Random House und löste damit den langjährigen CEO Peter Olson ab. Gleichzeitig rückte er in den Gesamtvorstand von Bertelsmann auf.
Dohle wurde mit dem Preis der Freunde der Jerusalemer Buchmesse ausgezeichnet.
Im Februar 2022 wurde bekannt, dass Dohle eine persönliche Zuwendung von insgesamt 500.000 US-$ – als jährliche persönliche Zuwendung von jeweils 100.000 US-$ über fünf Jahre – für einen in Zusammenarbeit mit PEN America neu etablierten Dohle Book Defense Fund aufbringen wird.
Nachdem die Übernahme der Verlagsgruppe Simon & Schuster durch Penguin Random House gescheitert war, trat Dohle mit Wirkung zum Jahresende 2022 als CEO zurück und schied zeitgleich aus dem Bertelsmann-Vorstand aus.

## Privates
Dohle lebt in New York City, ist verheiratet und hat zwei Kinder.